# Castellum Regis
Castellum Regis (Burg des Königs; frz. Château du Roi) ist eine ehemalige Kreuzfahrerburg in Miʿilya (Mhalia) in Galiläa im Norden Israels.

## Lage
Die Ruine der Kreuzfahrerburg liegt in den Bergen von Galiläa, etwa 22 km nordöstlich von Akkon, etwa 2 km südöstlich der Burg Montfort. Heute reicht die Wohnbebauung des Ortes Miʿilya bis unmittelbar an die Burg.

## Geschichte
Eine erste urkundliche Erwähnung findet die Burg im Jahr 1160, als König Balduin III. von Jerusalem die Burg als erbliches Lehen an Johann von Haifa, Sohn des Gambre, vergab. 1182 gab Balduin III. von Jerusalem die Burg an seinen Onkel, den in Edessa entmachteten Grafen Joscelin III. Die Burg wurde dabei „die neue Burg in den Bergen von Akkon“ genannt, was möglicherweise daher rührt, dass sie 1179 neu gebaut wurde.
Ende 1187 fiel die Burg an Sultan Saladin, wurde aber wenige Jahre später zurückerobert.
Der Ehemann von Joscelins Erbtochter, Otto von Botenlauben, verkaufte die Burg 1220 an den Deutschen Orden. Der Kauf wurde angefochten von Jakob von Mandelée (Amigdala), dem Sohn der jüngsten Tochter Joscelins, Agnes, der einen Anteil an Joscelins Nachlass beanspruchte und schließlich 1228 vom Deutschen Orden ausbezahlt wurde. Zu diesem Zeitpunkt hatte die Burg bereits ihre Bedeutung an die nahe Burg Montfort verloren.
Die Burg wurde schließlich zwischen 1266 und 1271 von den Mamluken erobert.

## Anlage
Castellum Regis wurde als Höhenburg auf der Spitze eines Hügels errichtet. Sie hat einen rechteckigen Grundriss und an jeder Ecke einen überstehenden rechteckigen Turm, von dem aus Angreifer auch am Mauerfuß beschossen werden konnten. Die Außenmauern sind ca. 3 m dick und umschließen eine Fläche von knapp 40 m². Weiter unterhalb des Hügels finden sich teils gemauerte, teil in den Felsen geschnittene Reste einer Vorburg mit Kirche und Wohnhäusern.

## Ausgrabungen
Seit 2002 werden die Ruinen des Castellum Regis und deren Umland von Archäologen des Zinman Institute of Archaeology der Universität Haifa erforscht und gesichert.